# 勿来の関荘
勿来の関荘（なこそのせきそう）は福島県いわき市勿来町関田関山にあった国民宿舎。2015年（平成27年）3月31日をもって休館した。施設は交流スペース勿来（なっくる）として活用されていたが、老朽化のため移転することになり2024年（令和6年）12月26日に旧国民宿舎での営業を終了することになった。

## 概要
1978年（昭和58年）に市民の保養と一般観光客の健全なレクリエーション及び健康の増進を図る宿泊施設として開設された。国民宿舎施設は勿来県立自然公園内にあり、一般財団法人いわき市公園緑地観光公社（2003年4月に財団法人いわき市公園緑地協会、財団法人いわき市駐車場管理公社、財団法人いわき市工業団地管理公社及び財団法人いわき市観光公社の4団体を統合して設立。2013年4月に一般財団法人に移行）や一般財団法人いわき勤労福祉事業団が指定管理者となっていた。しかし、利用者の減少などに伴い、2015年（平成27年）3月31日をもって休館となった。
休館後、2019年（令和元年）10月に交流スペース勿来（なっくる）プロジェクトとして旧国民宿舎施設を利用した交流促進の多目的施設「交流スペース勿来（なっくる）」が開設された（事業主体はNPO法人勿来まちづくりサポートセンター）
「交流スペース勿来（なっくる）」内にはカフェや宿泊設備のある施設が設けられた。しかし、建物の老朽化が進み、移転することとなり、2024年（令和6年）12月26日に旧国民宿舎での営業を終了することになった。